# Усть-Бартага
Усть-Бартага (баш. Бартағатамаҡ) — деревня в Караидельском районе Республики Башкортостан Российской Федерации. Входит в состав Верхнесуянского сельсовета.

## География

### Географическое положение
Находится на правом берегу реки Уфы.
Расстояние до:
- районного центра (Караидель): 57 км,
- центра сельсовета (Седяш): 3 км,
- ближайшей ж/д станции (Щучье Озеро): 102 км.

## Население
| 2002 | 2009 | 2010 |
| ---- | ---- | ---- |
| 97   | ↘96  | ↘87  |

Национальный состав
Согласно переписи 2002 года, преобладающая национальность — башкиры (89 %).